# Jänissaari (ö i Finland, Södra Savolax, Pieksämäki, lat 62,49, long 27,34)
Jänissaari är en ö i Finland. Den ligger i sjön Suontienselkä och Paasvesi och i kommunen Pieksämäki i den ekonomiska regionen  Pieksämäki ekonomiska region  och landskapet Södra Savolax, i den centrala delen av landet, 290 km nordost om huvudstaden Helsingfors. Öns area är 8,4 hektar och dess största längd är 0,7 kilometer i nord-sydlig riktning.